# Zofia Chenclewska
Zofia Chenclewska także Henclewska pseudonim Grażyna (ur. 26 maja 1906 w Warszawie, zm. 4 sierpnia 1944 w Warszawie) – polska lekkoatletka, tancerka, sanitariuszka w powstaniu warszawskim.

## Życiorys
Zawodniczka klubu sportowego Sokół-Grażyna Warszawa, mistrzyni i rekordzistka Polski (1925) w rzucie oszczepem (rekord życiowy 25,25 m w 1933 r.). Podczas okupacji niemieckiej w konspiracji. Sanitariuszka patrolu sanitarnego WSK Rejonu II Obwodu AK Ochota. W powstaniu warszawskim w punkcie sanitarnym w pomieszczeniach szkoły A. Goldmanówny. Zmarła po postrzale w wątrobę.